# Гаплогруппа U3a (мтДНК)
Гаплогруппа U3a — гаплогруппа митохондриальной ДНК человека.

## Субклады
- U3a8
- U3a-a
  - U3a1
  - U3a2
  - U3a3
  - U3a-a1
  - U3a-a2
  - U3a-a3
  - U3a-a4

## Палеогенетика

### Неолит
Анатолийский неолит
- Ash033 | 33 __ Ашиклы-Хююк (level 2C, building C) __ Гюлагач, Аксарай (ил), Турция __ 7900–7600 calBCE (8727±42 BP, TÜBİTAK-738) __ М __ G2a2b (G-P303) # U3a.[1]

Европейский неолит
- Troc6 | UE:01 C: 650 S:1 No Inv: 22404 __ Els Trocs __ Бисаурри, Рибагорса, Уэска, Арагон, Испания __ 3945-3769 calBCE (5035±23 BP, MAMS-16165) __ U3a.
- Mina1 | Sample 1 skull 3 __ La Mina __ Алькубилья-де-лас-Пеньяс, Сория (провинция), Кастилия-Леон, Испания __ 3890-3660 calBC __ U3a.

Культура воронковидных кубков (Salzmünde group)
- SALZ 3, SALZ 4, SALZ 60 __ Salzmünde-Schiebzig __ Зале (район), Саксония-Анхальт, Германия __ 3400–3100/3025 cal BC __ U3a.[3]

### Халколит
Доисторический Израиль и Левант
- WM27 __ Wadi el-Makkukh (cave 3) __ Кумран, Иудея и Самария (округ), Израиль __ 4585-4245 calBC (5560±80 BP, RTT 4434) __ М __ U3a.[4]

Доисторическая Иберия
- Bar2 | BR17 __ Barranc d’en Rifà __ Монт-роч-дель-Камп, Таррагона (провинция), Каталония, Испания __ 2899-2700 calBCE (4217±25 BP, MAMS-14855) __ U3a.[2]

### Бронзовый век
Доисторический Левант
- I6462 | S6462.E1.L1 __ Baq҅ah cave __ Эль-Балка (мухафаза), Иордания __ 1550–1150 BCE __ Ж __ U3a3.[5]

### Железный век
Сиканы
- Pol-26 | MW389263 __ Polizzello __ Муссомели, Кальтаниссетта (провинция), Сицилия, Италия __ IX–VII centuries BC __ U3a*.[6]

Вельбарская культура
- K7 | 502 __ Kowalewko __ Оборники (гмина), Оборницкий повет, Великопольское воеводство, Польша __ 100–300 AD __ U3 > U3a.[7]

Римский железный век
- S13 __ Skovgaarde __ Вордингборг (коммуна), Зеландия (регион), Дания __ 200–400 AD __ Ж __ U3a.[8]

### Средние века
Меровингский период
- A4621 | Ts 4461 __ Nordland __ Сальтен, Нурланн, Нур-Норге, Норвегия __ 550–800 AD __ U3a.[9]

Аварский каганат
- HD41.3 __ ямный дом (object 55) __ Подерсдорф-ам-Зе, Нойзидль-ам-Зе (округ), Бургенланд, Австрия __ 650–700 AD __ Ж __ U3a.[10]

Северная Добруджа
- Cap-M8 __ Capidava necropolis __ Констанца (жудец), Румыния __ X век __ Ж __ U3a.[11]

Монголы
- UGU003 | AT-570 __ Uguumur Uul __ Сэлэнгэ, Монголия __ XIV век __ Ж __ U3a.[12]

## Публикации
2010
- Salamon M, Tzur S, Arensburg B, Zias J, Nagar Y, Weiner S, Boaretto E. (2010). Ancient mtdna sequences and radiocarbon dating of human bones from the chalcolithic caves of wadi el-makkukh (PDF). Mediterranean Archaeology and Archaeometry. 10 (2): 1–14.{{cite journal}}:  Википедия:Обслуживание CS1 (множественные имена: authors list) (ссылка)
- Melchior L; Lynnerup N; Siegismund HR; Kivisild T; Dissing J. (Июль 2010). Genetic Diversity among Ancient Nordic Populations. PLOS One. 5 (7): e11898. doi:10.1371/journal.pone.0011898. PMC 2912848. PMID 20689597.{{cite journal}}:  Википедия:Обслуживание CS1 (не помеченный открытым DOI) (ссылка)

2013
- Brandt G, Haak W, Adler CJ; et al. (Октябрь 2013). Ancient DNA Reveals Key Stages in the Formation of Central European Mitochondrial Genetic Diversity. Science. 342 (6155): 257–261. doi:10.1126/science.1241844. PMC 4039305. PMID 24115443. {{cite journal}}: Явное указание et al. в: |author= (справка)Википедия:Обслуживание CS1 (множественные имена: authors list) (ссылка)

2014
- Juras A; Dabert M; Kushniarevich A; Malmström H; Raghavan M; Kosicki JZ; Metspalu E; Willerslev E; Piontek J. (Октябрь 2014). Ancient DNA Reveals Matrilineal Continuity in Present-Day Poland over the Last Two Millennia. PLOS One. 9 (10): e110839. doi:10.1371/journal.pone.0110839. PMC 4206425. PMID 25337992.{{cite journal}}:  Википедия:Обслуживание CS1 (не помеченный открытым DOI) (ссылка)

2015
- Krzewińska M; Bjørnstad G; Skoglund P; Olason PI; Bill J; Götherström A; Hagelberg E. (Январь 2015). Mitochondrial DNA variation in the Viking age population of Norway. Philosophical Transactions of the Royal Society B. 370 (1660): 20130384. doi:10.1098/rstb.2013.0384. PMC 4275891. PMID 25487335.

2017
- Szécsényi-Nagy A, Roth C, Brandt G; et al. (Ноябрь 2017). The maternal genetic make-up of the Iberian Peninsula between the Neolithic and the Early Bronze Age. Scientific Reports. 7: 15644. doi:10.1038/s41598-017-15480-9. PMC 5688114. PMID 29142317. {{cite journal}}: Явное указание et al. в: |author= (справка)Википедия:Обслуживание CS1 (множественные имена: authors list) (ссылка)

2018
- Rusu I, Modi A, Vai S; et al. (Март 2018). Maternal DNA lineages at the gate of Europe in the 10th century AD. PLOS One. 13 (3): e0193578. doi:10.1371/journal.pone.0193578. PMC 5851556. PMID 29538439. {{cite journal}}: Явное указание et al. в: |author= (справка)Википедия:Обслуживание CS1 (множественные имена: authors list) (ссылка) Википедия:Обслуживание CS1 (не помеченный открытым DOI) (ссылка)

2020
- Agranat-Tamir L, Waldman S, Martin MAS; et al. (Май 2020). The Genomic History of the Bronze Age Southern Levant. Cell. 181 (5): 1146-1157.e11. doi:10.1016/j.cell.2020.04.024. PMID 32470400. {{cite journal}}: Явное указание et al. в: |author= (справка)Википедия:Обслуживание CS1 (множественные имена: authors list) (ссылка)
- Tobias B, Waldner T.K., Strobl C; et al. (Июль 2020). House of the dead-exceptional burials of the Avar period (seventh century AD) in Podersdorf am See (Burgenland/A). Archaeological and Anthropological Sciences. 12 (8). doi:10.1007/s12520-020-01102-5. {{cite journal}}: Явное указание et al. в: |author= (справка)Википедия:Обслуживание CS1 (множественные имена: authors list) (ссылка)
- Jeong C, Wang K, Wilkin S; et al. (Ноябрь 2020). A Dynamic 6,000-Year Genetic History of Eurasia's Eastern Steppe. Cell. 183 (4): 890-904.e29. doi:10.1016/j.cell.2020.10.015. PMC 7664836. PMID 33157037. {{cite journal}}: Явное указание et al. в: |author= (справка)Википедия:Обслуживание CS1 (множественные имена: authors list) (ссылка)

2021
- Diroma MA; Modi A; Lari M; Sineo L; Caramelli D; Vai S. (Февраль 2021). New Insights Into Mitochondrial DNA Reconstruction and Variant Detection in Ancient Samples. Frontiers in Genetics. 12: 619950. doi:10.3389/fgene.2021.619950. PMC 7930628. PMID 33679884.{{cite journal}}:  Википедия:Обслуживание CS1 (не помеченный открытым DOI) (ссылка)
- Yaka R, Mapelli I, Kaptan D; et al. (Июнь 2021). Variable kinship patterns in Neolithic Anatolia revealed by ancient genomes. Current Biology. 31 (11): 2455-2468.e18. doi:10.1016/j.cub.2021.03.050. PMC 8210650. PMID 33857427. {{cite journal}}: Явное указание et al. в: |author= (справка)Википедия:Обслуживание CS1 (множественные имена: authors list) (ссылка)